# Edward Oxford

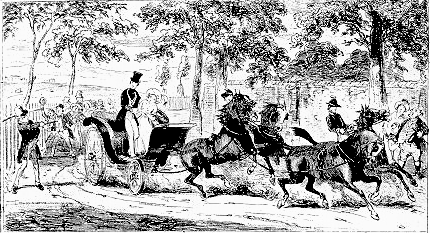
Edward Oxfords mordförsök på Viktoria I

Edward Oxford, född 19 april 1822 i Birmingham i Storbritannien, död 23 april 1900 i Melbourne i Australien, är känd för att som artonåring, försökt mörda den gravida Viktoria I.  
Attentatsförsöket genomfördes den 10 juni 1840, då var Victoria ute och åkte i en vagn på Constitution Hill i London med maken, Prins Albert. Oxford sköt två gånger, men missade.  
Oxford anklagades för högförräderi, men friades på grund av sinnessjukdom. Han hävdade själv att pistolerna bara var laddade med krut, och att hans mål varit att bli berömd. 
Efter rättegången spärrades Oxford in på obestämd tid på mentalsjukhuset Bethlem Royal Hospital, i Southwark. Där skötte han sig väl, lärde sig flera språk och sysselsatte sig med att måla och spela schack. Efter 24 år flyttades han till Broadmoor Hospital. 
1867 släpptes Oxford fri på villkor att han lämnade landet. Han levde resten av sitt liv i Australien, där han bytte namn till John Freeman, gifte sig med en änka med två barn, och arbetade som kyrkvärd. 
En populär teori var att det låg en chartistkonspiration bakom mordförsöket; andra menade att det kunnat vara en kupp av anhängare till kungen av Hannover. Konspirationsteorierna ledde till en våg av patriotism.